# American Chamber of Commerce in Italy
American Chamber of Commerce in Italy (o anche AmCham Italy) è l'organizzazione no-profit fondata nel 1915 a Milano con lo scopo di agevolare gli scambi economici fra Italia e Stati Uniti d'America. L'attuale presidente è Luca Arnaboldi mentre il Consigliere Delegato è Simone Crolla. Sin dalla sua nascita è affiliata alla United States Chamber of Commerce  e funge come suo rappresentante sul suolo italiano, pur rimanendo un'organizzazione non governativa.

## Storia
Fondata il 13 aprile 1915 presso l'albergo Europa, in corso Vittorio Emanuele, a Milano, da 19 soci fondatori, fra i quali Charles F. Hauss (che fu il primo a presiedere l'associazione), John Stucke (primo vicepresidente), Giulio Cesare Cotta (chiamato a svolgere le funzioni di tesoriere) ed Emilio Lepetit (scelto come segretario onorario), all'inizio prese il nome di “Camera di commercio americana in Milano”. L'obiettivo dell'associazione è costruire un collegamento fra gli imprenditori italiani e quelli statunitensi e fra le culture dei due Paesi.

## Albo dei Presidenti
| Dal  | Al      | Nome                         |
| ---- | ------- | ---------------------------- |
| 1915 | 1918    | Charles F. Hauss             |
| 1918 | 1919    | E. C. Richardson             |
| 1919 | 1919    | W. R. Bairnson               |
| 1920 | 1921    | Malcom P. Hooper             |
| 1921 | 1921    | Lamar Fleming                |
| 1922 | 1923    | James L. Crump               |
| 1923 | 1924    | C. E. Waddel                 |
| 1925 | 1933    | Stephen A. Crump Jr.         |
| 1933 | 1934    | Sydnor Oden                  |
| 1934 | 1936    | John F. Stucke               |
| 1936 | 1940    | James H. Angelton            |
| 1946 | 1962    | James H. Angelton            |
| 1962 | 1970    | Herman Krantz                |
| 1970 | 1970    | Estes W. Mann                |
| 1970 | 1973    | Giuseppe Fantacci            |
| 1973 | 1979    | Philip H. Marfuggi           |
| 1979 | 1981    | Manlio Sessena               |
| 1981 | 1981    | Ronald M. Williams           |
| 1981 | 1984    | Luigi Amoroso                |
| 1984 | 1988    | Michael Bitsas               |
| 1988 | 1992    | Daniel E. Gilioli            |
| 1992 | 1994    | Lino Cardarelli              |
| 1994 | 1998    | Piero Chiummo                |
| 1998 | 2002    | Bruno R. Pavia               |
| 2002 | 2006    | Mario Resca                  |
| 2006 | 2010    | Umberto Paolucci             |
| 2010 | 2014    | Vittorio Terzi               |
| 2014 | 2018    | Stefano Venturi              |
| 2018 | 2020    | Giuliano Tomassi Marinangeli |
| 2020 | Attuale | Luca Arnaboldi               |